# 異特龍科
異特龍科（Allosauridae）又名躍龍科，是群體型中等到大型的肉食性獸腳亞目恐龍。牠們生存於晚侏儸紀。異特龍科的物種包括：食蜥王龍、異特龍、以及所知有限的腔軀龍。異特龍科恐龍演化上的新特徵包含：較圓而平坦的面孔、下頜前端適中地平坦、上頜的齒槽一路排列到後部、可擴展撐開的頭顱骨、較平順且強壯的身體、長而結實的後肢、堅挺的尾巴、以及恥骨末端的靴狀延伸。在1978年，美國古生物學家奧塞內爾·查利斯·馬什建立了異特龍科。
異特龍科的正確物種數量是有爭議的，而大部分的上侏儸紀與下白堊紀肉食龍下目恐龍，都與異特龍有接近親緣關係。無論如何，異特龍科恐龍似乎是牠們所處時代最成功的掠食者，且在數量上超過斑龍科與角鼻龍科恐龍，這些動物一同競爭者獵物。在白堊紀時期，異特龍科逐渐灭绝，作为恐龍的地位被牠們的近親例如：南半球的鯊齒龍科恐龍、以及北半球的虛骨龍類暴龍科恐龍所取代。所有异特龙科的恐龙在白堊紀末大滅絕之前就已经全数灭绝，同样这种状况的还有剑龙科的全体成员。